# Ataka (missile)
9M120 Ataka-V o Ataka è il nome in codice NATO del missile anticarro a guida SACLOS sviluppato dall'Unione Sovietica. È lo sviluppo del missile AT-6 Spiral (9K114 Shturm in codice NATO). Questo missile è spesso confuso con il sistema 9K121 Vikhr.

## Sviluppo
Il missile, sviluppato dalla Federal State Unitary Enterprise Konstruktorskoye Byuro Mashynostroyenia, è entrato in servizio negli anni novanta ed è stato menzionato per la prima volta nei documenti russi nel 1992. Appare come un'evoluzione dell'AT-6 Spiral, a cui è stato migliorato il razzo propulsore ed è stata montata una testata HEAT in tandem per oltrepassare le moderne corazze reattive degli MBT. Il raggio e la precisione sono stati segnalati come migliorati. Il suo impiego varia in base alla versione, in quanto il modello base può essere impiegato come arma anticarro, il modello F come arma anti-fanteria e il modello O come arma antiaerea, con la limitazione però che la testata a frammentazione è in grado di colpire unicamente bersagli a bassa velocità.
Il missile è spesso confuso in Occidente con il missile multiuso a guida laser 9K121 Vikhr usato sugli elicotteri Kamov e sugli aerei d'attacco Sukhoi (così come in alcuni aggiornamenti degli Mi-24/35 ucraini). Questi sistemi sono completamente estranei nella loro progettazione e sono in forte concorrenza.
Gli unici supporti sul quale è possibile montare questo tipo di missile sono gli elicotteri d'assalto Mil Mi-24 "Hind" aggiornato alla versione VM e Mil-35 aggiornato alla versione M.

## Utilizzo
Il missile impiega un sistema di aggancio semi-automatico. Il computer di bordo del Mil-24 manda informazioni in tempo reale al pilota in base alla posizione del bersaglio. Una volta che si trova nel raggio dell'Ataka, il computer dà il segnale che è possibile sganciare l'ordigno, il quale, durante il volo, può essere controllato costantemente dal pilota tramite il display. Durante l'operazione di lancio, l'Hind può imbardare fino a 110° e ruotare fino a 30°.